# 말콩
말콩(학명: Macrotyloma uniflorum 마크로틸로마 우니플로룸[*])은 여러해살이 덩굴식물이다. 원산지는 남아시아와 사하라 이남 아프리카이다.

## 종내 분류군
- M. u. var. stenocarpum (Brenan) Verdc.

## 사진 갤러리

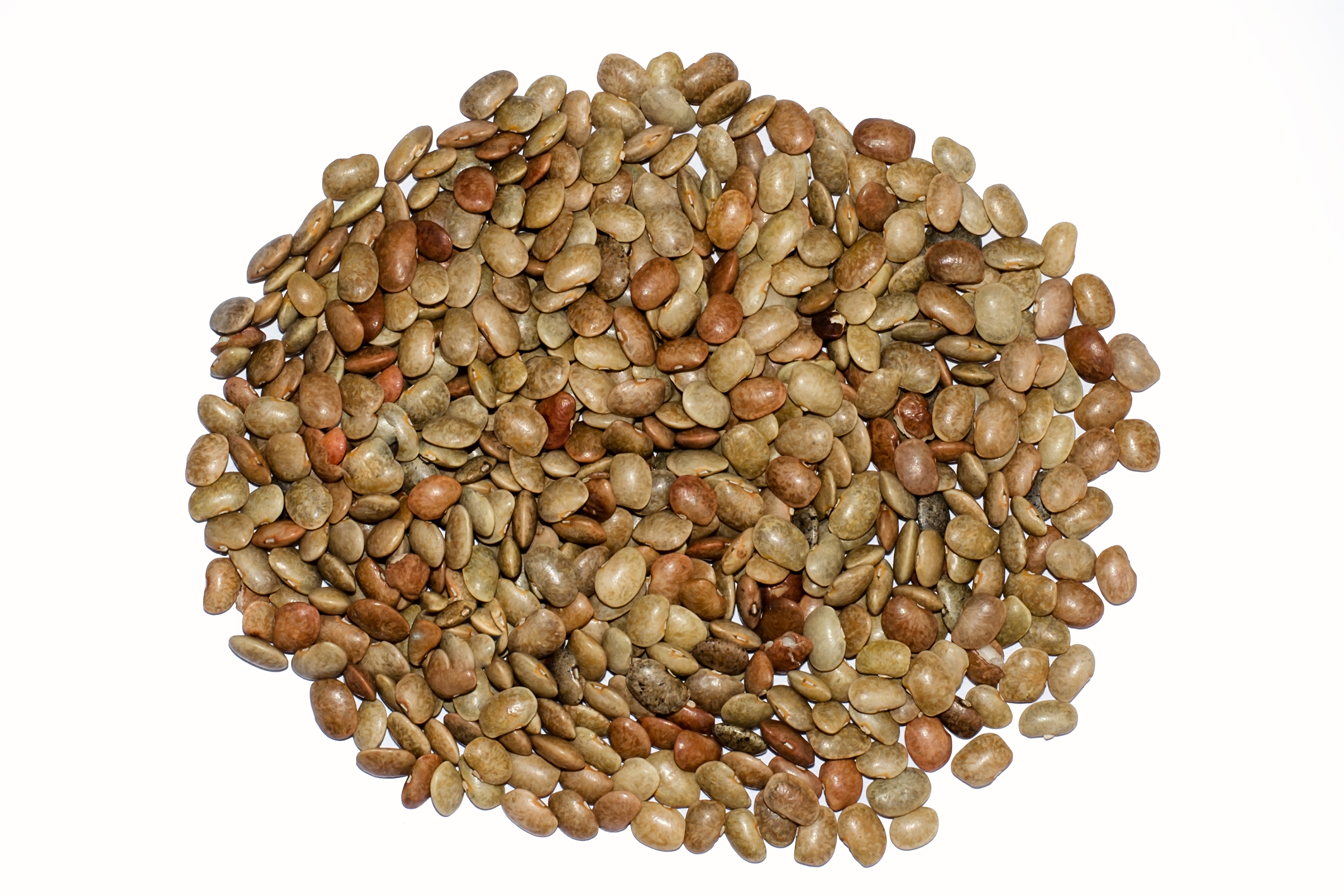
말콩